# Verónica de Desenice
Verónica de Desenice (em croata: Veronika Desinićka; em esloveno: Veronika Deseniška ou Veronika z Desenic; morta a 17 de outubro de 1425) foi uma Condessa de Celje e Princesa do Sacro Império Romano-Germânico, segunda esposa de Frederico II de Celje. 

## Biografia
Pouco se sabe sobre sua infância. Acredita-se que o nome Deseniška deriva da aldeia de Desinić na Croácia, onde Frederico II também possuía extensas propriedades, e aparece nas formas Dessnitz, Dessenitz, Desnicze, Teschnitz, Teschenitz e Dessewitz em várias fontes históricas.
Verónica casou-se com Frederico II de Celje em 1424 ou 1425, poucos anos depois de sua primeira esposa, Elizabeta de Frankopan, ter morrido em circunstâncias suspeitas (suspeita-se que ela tenha sido assassinada por Frederico II), o que já causou um esfriamento nas relações entre Frederico II. e seu pai Armando II de Celje. Verónica fazia parte da baixa nobreza, originária de Dišnik, e os casamentos entre classes alta e baixa eram válidos de acordo com a lei da igreja, mas não eram aceites entre a nobreza. Armando II ficou irritado por causa de todos esses acontecimentos, porque a honra da dinastia Celje foi manchada pelas ações de Frederico, e porque ele tinha outros planos para o filho. Frederico escondeu-se do pai, mas foi atraído para uma armadilha pelo cunhado, o rei Sigismundo da Hungria.

### Julgamento e assassinato
Enquanto Frederico II se encontrava em cativeiro, Armando II procurou Verónica, que se escondeu no deserto por algum tempo em grande angústia e miséria, e passou algum tempo escondida no castelo de Vurberk de Frederico IX. Quando Verónica foi capturada e trazida para Celje, Armando II acusou-a de o tentar envenenar e de usar feitiçaria para casar com Frederico II. O julgamento contra Verónica de Desenice foi o primeiro julgamento bruxaria registrado na Eslovénia. Acabou por ser absolvida, mas Armando II mandou-a prender no Castelo de Ojstrica, onde foi assassinada em 17 de outubro de 1425, tendo sido afogada numa banheira, pelo cavaleiro Jošt Soteški (em alemão, Jobst von Helffenberg), a mando de Armando II, de acrodo com a tradição popular. Foi enterrada em Braslovče e, alguns anos depois, Frederico II transladou os seus restos mortais para o Mosteiro Cartuxo de Jurklošter e em sua memória também fez uma doação ao mosteiro de Bistra. A história marcou o início do fim da Casa de Celje.

## Na cultura popular
A história de Verónica de Desenice inspirou diversas obras artísticas e literárias entre eslovenos, croatas, alemães, italianos e checos.

### Literatura
- Nedolžnost in sila (Inocêcia e Força, 1851), de Josipina Turnograjska[8]
- Veronika Deseniška (1863), de Jožef Iskrač-Frankolski
- Samotna divja roža (A flor selvagem solitária, 2016), de Ivan Sivec

### Teatro
- Veronika Deseniška (1880), de Josip Jurčič
- Veronika Deseniška (1924), de Oton Župančič
- Celjski Grofje (Os Condes de Celje, 1924), de Bratko Kreft

### Ópera
- Urh, Conde de Celje (1893), de Viktor Parma
- Veronika Deseniška (1946), de Danilo Švara

### Música
- Veronika (2024), de Raiven

O Prêmio Veronika de Poesia e o Festival Veronika têm o nome de Verónica de Desenice.